# Xenophrys pangdaensis
Xenophrys pangdaensis — вид жаб родини Megophryidae. Описаний у 2023 році.

## Поширення
Ендемік Китаю. Поширений на півдні Тибету. Відомий лише у типовому місцезнаходженні — село Панда в повіті Ядун.

## Опис
Дрібна жаба. Самці завдовжки 17,9–22,2 мм, самиці — 23,4 мм. Барабанна порожнина нечітка, надбарабанна складка чітка; canthus rostralis добре розвинений, кінчик морди далеко за край нижньої губи; зіниця вертикальна; наявні сошкові зуби, наявні верхньощелепні зуби; язик з вирізами на кінці; надлишкові горбки відсутні, підсуглобові, п'ясткові та плеснові горбки нечіткі; відносна довжина пальців I < II < IV < III, кінчики пальців округлі, злегка розширені відносно ширини пальців; пальці з вузькими бічними бахромами та тарзальними складками; темна трикутна мітка зі світлим краєм між очима, темна подібна мітка зі світлим краєм, наявна в центрі спини; грудні залози з боків грудей.